# Vol transatlantique

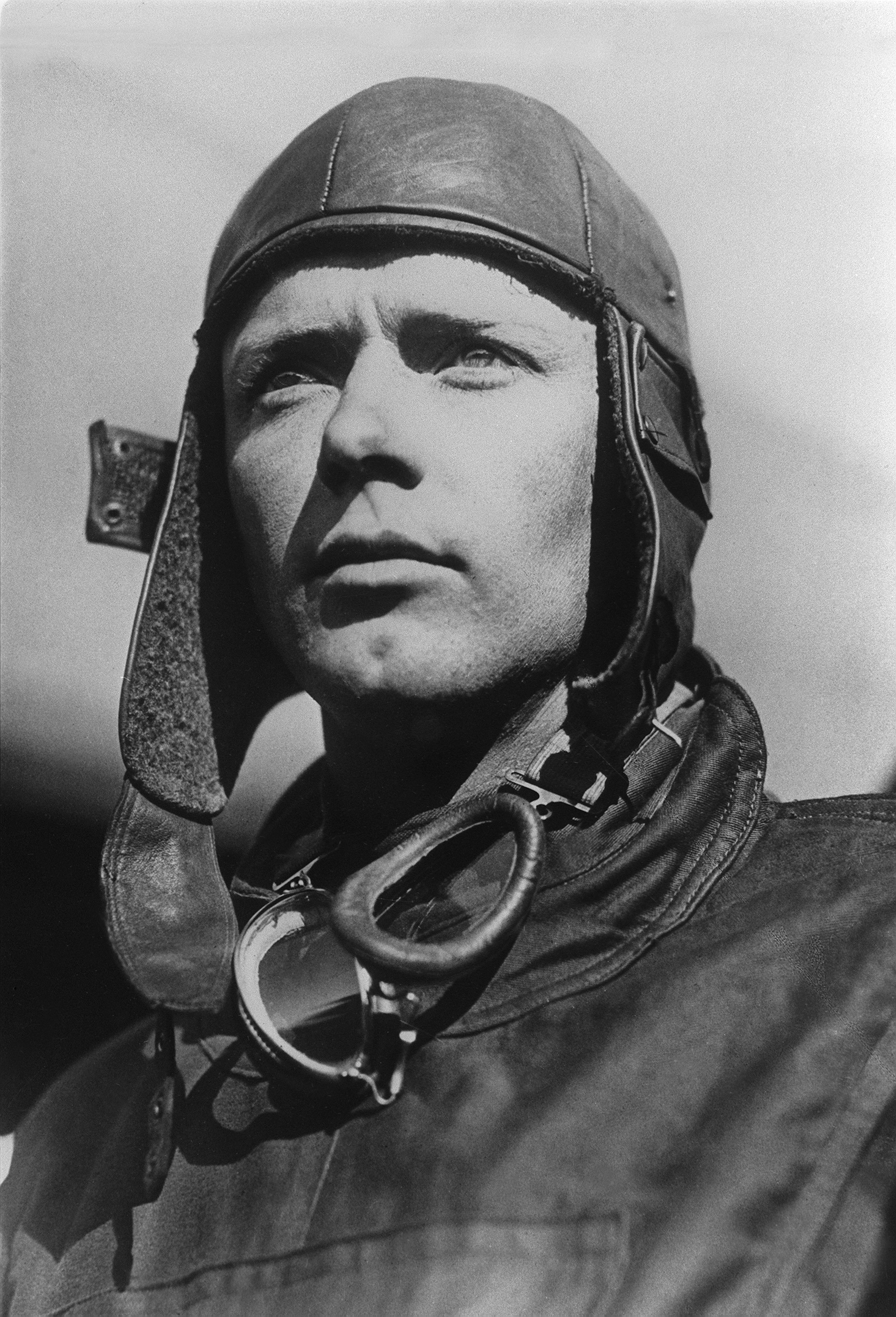
Photographie de Charles Lindbergh à bord du Spirit of St. Louis, premier homme à avoir traversé l'Atlantique en solitaire et sans escale.

Un vol transatlantique est le vol d'un aéronef d'un côté à l'autre de l'océan Atlantique, soit d'est en ouest, d'Europe ou d'Afrique vers l'Amérique du Nord ou du Sud, soit en sens inverse, d’ouest en est. Il peut être accompli par des avions long-courriers, des dirigeables, des aérostats ou d'autres aéronefs. 

## Historique
Au début du XXe siècle, les premières traversées en avion au-dessus des mers constituent des exploits retentissants.
- le 25 juillet 1909, le Français Louis Blériot traverse la Manche de Calais à Douvres.
- le 16 avril 1912, l'Américaine Harriet Quimby est la première femme à traverser la Manche de Douvres à Hardelot-Plage.
- le 22 avril 1912, l'Irlandais Denys Corbett Wilson (en) traverse la mer d'Irlande de Goodwick (en) à Enniscorthy.
- en décembre 1912, le Français Roland Garros traverse la mer de Sicile de Tunis à Trapani.
- le 23 septembre 1913, Roland Garros réussit la traversée de la Méditerranée de Fréjus à Bizerte.
- le 30 juillet 1914, le Norvégien Tryggve Gran traverse la mer du Nord de Cruden Bay à Jæren.

Mais l'océan Atlantique représente encore, à l'orée des années 1910, un obstacle infranchissable.

### Premiers vols transatlantiques

#### Plus légers que l'air
En octobre 1910, le journaliste américain Walter Wellman tente la traversée depuis Atlantic City à bord du dirigeable America. Une tempête au large du Cape Cod le fait dévier de sa route, puis une panne de moteur l'oblige à abandonner à mi-chemin, entre New York et les Bermudes. Wellman, son équipage de cinq personnes — ainsi que le chat du ballon — sont sauvés par le navire britannique RMS Trent. La traversée se termina par un échec, mais la distance parcourue, environ 1 600 km, était à l’époque un record pour un dirigeable.
La première traversée d'est en ouest sans escale fut réalisée par le Dirigeable Type 33 de la William Beardmore and Company, commandé par le major George Herbert Scott. Parti d'East Fortune en Écosse le 2 juillet 1919, il arriva à Long Island le 6 juillet.
Le premier vol transatlantique commercial fut celui du LZ 127 Graf Zeppelin du 11 au 15 octobre 1928, entre Friedrichshafen et Lakehurst.

#### Plus lourds que l'air

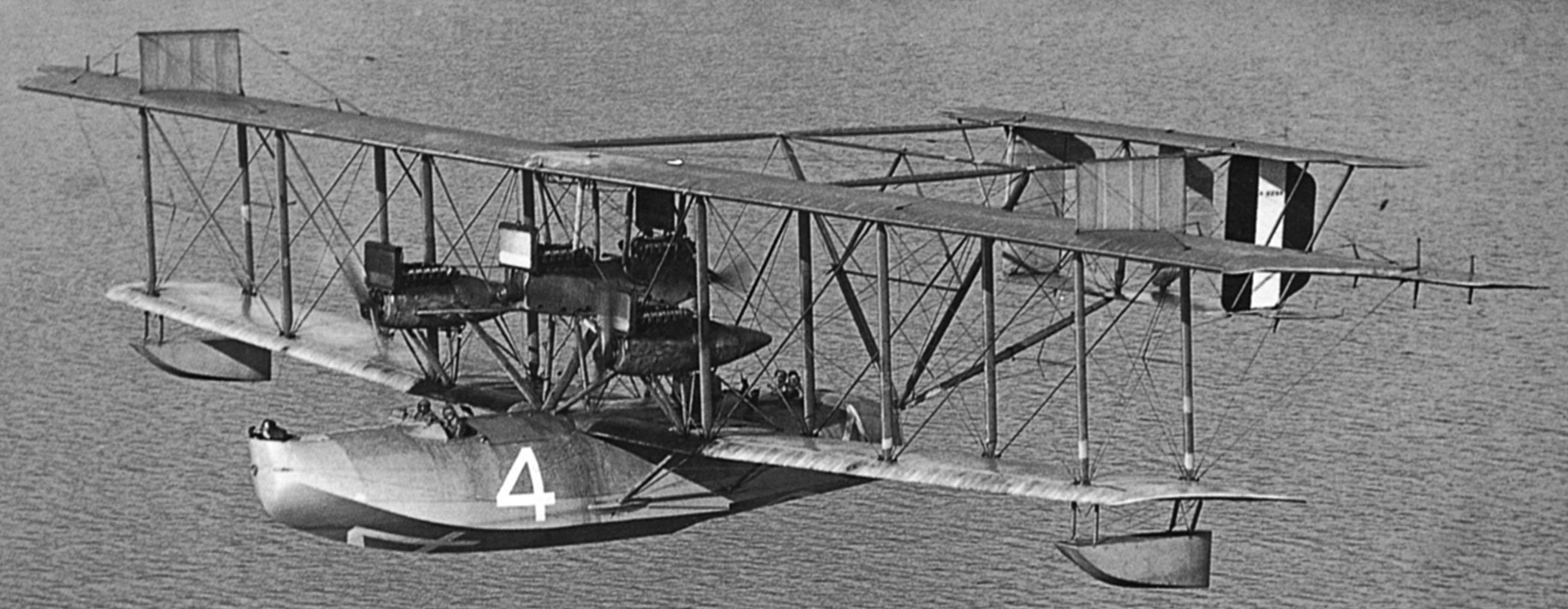
Le Curtiss NC-4 de Read peu après sa traversée de l'Atlantique en 1919.

En 1913, le Daily Mail offre une récompense de 10 000 livres pour le premier « aviateur à traverser l'Atlantique dans un avion depuis n'importe quel point situé aux États-Unis, au Canada ou à Terre-Neuve et n'importe quel point situé en Grande-Bretagne ou en Irlande, en 72 heures consécutives ».
La première traversée du nord de l'Atlantique est réalisée en mai 1919 par l'Américain Albert Cushing Read sur un hydravion Curtiss NC-4 en vingt-trois jours. Parti le 8 mai de Rockaway, il arrive le 31 mai à Plymouth (Royaume-Uni), après plusieurs escales, dont Terre-Neuve et les Açores.
Le 18 mai 1919, l'Australien Harry Hawker et son navigateur Kenneth Mackenzie Grieve tentent d'effectuer le vol sans escale au-dessus de l'océan Atlantique. Ils partent de Mount Pearl, à Terre-Neuve, à bord d'un biplan Sopwith Atlantic. Après quatorze heures et demie de vol, une surchauffe du moteur les force à faire demi-tour. Ayant croisé la route d'un cargo danois, ils amerrissent avant d'être secourus.
Le 19 mai 1919, le prix Orteig est lancé, récompensant de 25 000 $ (soit 355 775,75 $ pour l'année 2015) le premier aviateur allié qui réaliserait un vol sans escale entre continents, de New York à Paris ou dans l'autre sens.

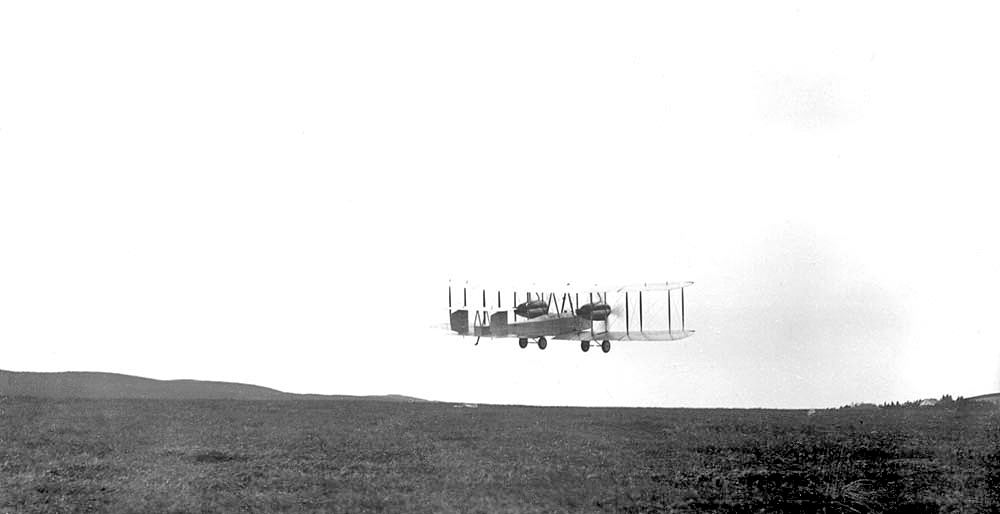
Décollage d'Alcock et Brown le 14 juin 1919 à Terre-Neuve.

Quelques semaines plus tard, les 14 et 15 juin, Alcock et Brown réalisent le premier vol sans escale en reliant Saint-Jean de Terre-Neuve à Clifden en Irlande sur un Vickers Vimy IV, et remportent le prix du Daily Mail.
Du 30 mars et 17 juin 1922, les Portugais Sacadura Cabral et Gago Coutinho utilisent trois hydravions Fairey IIID pour relier Lisbonne à Rio de Janeiro. Ils sont les premiers à traverser l'Atlantique-Sud en avion.
Dans la nuit du 16 au 17 avril 1927, les aviateurs portugais Sarmento de Beires, Jorge de Castilho et Manuel Gouveia effectuent une traversée aérienne entre l'archipel des Bijagos, en Guinée portugaise, et l'île Fernando de Noronha au Brésil, dans un hydravion Dornier Do J Argos, devenant les premiers à traverser l'Atlantique-Sud de nuit.

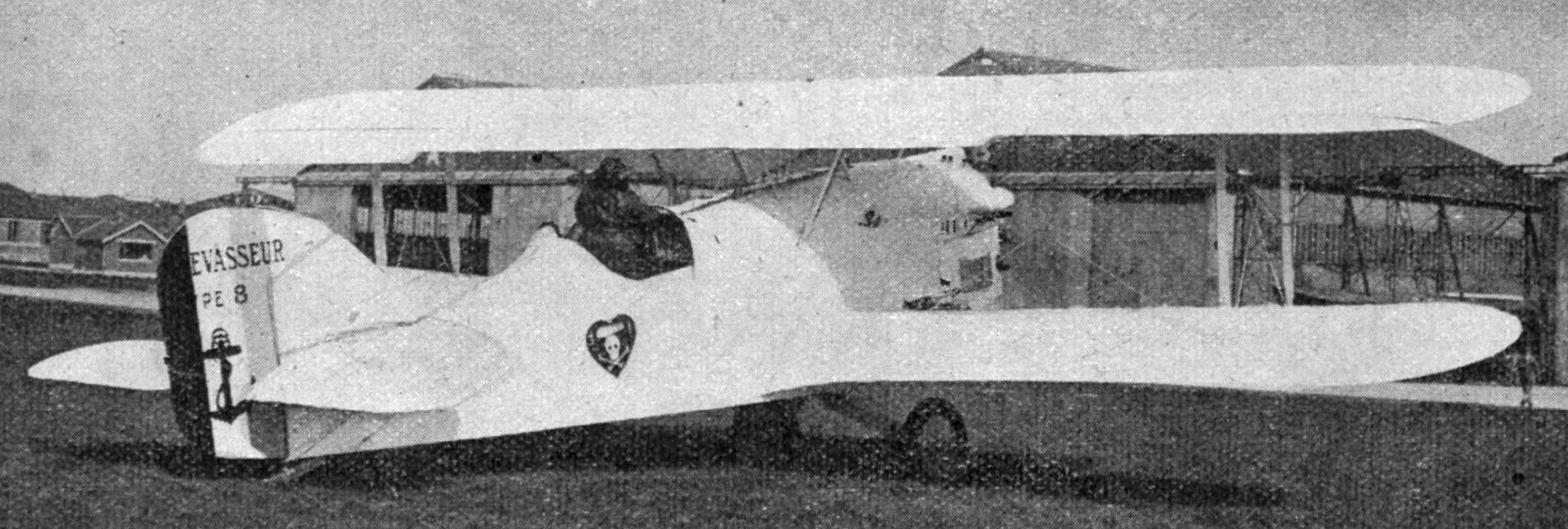
L'Oiseau Blanc en avril 1927.

Les 8 et 9 mai 1927, les Français Charles Nungesser et François Coli tentent de traverser l'Atlantique-Nord, entre Paris et New York, dans un biplan Levasseur PL-8 dénommé L'Oiseau Blanc, mais ils disparaissent sans laisser de trace. Cet événement marqua l'opinion française de l'époque, surtout après la fausse annonce de leur réussite par la presse quotidienne.
Les 20 et 21 mai 1927, Charles Lindbergh réalisa la première traversée New York–Paris sans escale sur son Ryan NYP Spirit of St. Louis et remporta le prix Orteig. Parti à 7 h 52 (heure de NYC) de l'aérodrome Roosevelt-Field, de Long Island, près de New York, il longea ensuite la côte est américaine, vers le Nord, jusqu'au Nouveau-Brunswick, puis survola Terre-Neuve et aborda les côtes d'Irlande le lendemain vers 17 h (heure de Paris). Il dépassa la pointe sud de l'Angleterre vers 19 h, puis Cherbourg à 20 h 25. Après 10 minutes passées à repérer la piste, qui ne sera éclairée qu'après plusieurs passages, il atterrit le 21 mai à 22 h 22 (heure de Paris) à l'aéroport du Bourget (à l'époque dans le département de la Seine, en France) et devant près de 200 000 spectateurs. Il avait parcouru près de 5 808 km en 33 h 30 min, et à l'arrivée, il ne lui restait plus que 320 litres de carburant sur les 1 700 emportés au départ. De retour aux États-Unis par bateau, la traditionnelle ticker-tape parade est organisée en son honneur, dans les rues de New York, le 13 juin suivant.
Les 14 et 15 octobre 1927, Dieudonné Costes et Joseph Le Brix, sur un Breguet XIX, effectuent la première traversée de l'Atlantique-Sud sans escale et dans le sens est-ouest. Ils décollent de Saint-Louis du Sénégal le 14 octobre 1927 à 6 h 23, et se posent à Natal au Brésil dans la nuit du 15 octobre à 2 h 0 (heure de Paris).
Les 12 et 13 avril 1928, le pilote allemand Hermann Koehl et son copilote irlandais James Fitzmaurice, accompagnés de leur passager le baron Ehrenfried Guenther Von Huenefeld, effectuent avec leur avion Junkers W 33 « Bremen » la première traversée est-ouest de l'Atlantique-Nord sans escale. Partis de Baldonnel en Irlande à 5 h 38 (TU) ils atterriront sur l'île Greenly (Greenly island) au large Blanc-Sablon sur la Côte-Nord du Québec après un vol de 36 h 30 min à 18 h 8 (TU). Leur vol, particulièrement difficile la nuit, aura été caractérisé par une forte dérive les ayant menés jusqu'aux confins de l'Arctique canadien.
Les 13 et 14 juin 1929, Jean Assollant, René Lefèvre et Armand Lotti sont les premiers Français à réussir la traversée de l'Atlantique-Nord, dans le sens ouest-est, à bord de l'avion Bernard 191 GR, Oiseau Canari. Partis de la plage d’Old Orchard Beach, (Boston) dans l’État du Maine, aux États-Unis, le 13 juin, ils atterrissent le lendemain sur la côte nord de l’Espagne après 29 h 22 min de vol, sur un trajet affichant 5 900 km au-dessus des flots. Cette traversée est marquée par la présence à bord de l'appareil du premier passager clandestin de l'histoire aérienne, un américain de 22 ans nommé Arthur Schreiber.

Les 1er et 2 septembre 1930, Dieudonné Costes effectue la première traversée de Paris à New York sans escale, avec Maurice Bellonte, à bord de l'avion Breguet XIX TF Super Bidon Point d'Interrogation. Partis de Paris à 9 h 54, le 1er septembre, les deux hommes atterrissent après 37 h de vol sur le terrain de Curtiss-Field, à New York. C'est la deuxième traversée sans escale de l'Atlantique Nord dans le sens est-ouest après celle de Hermann Koehl et James Fitzmaurice en avril 1928. 

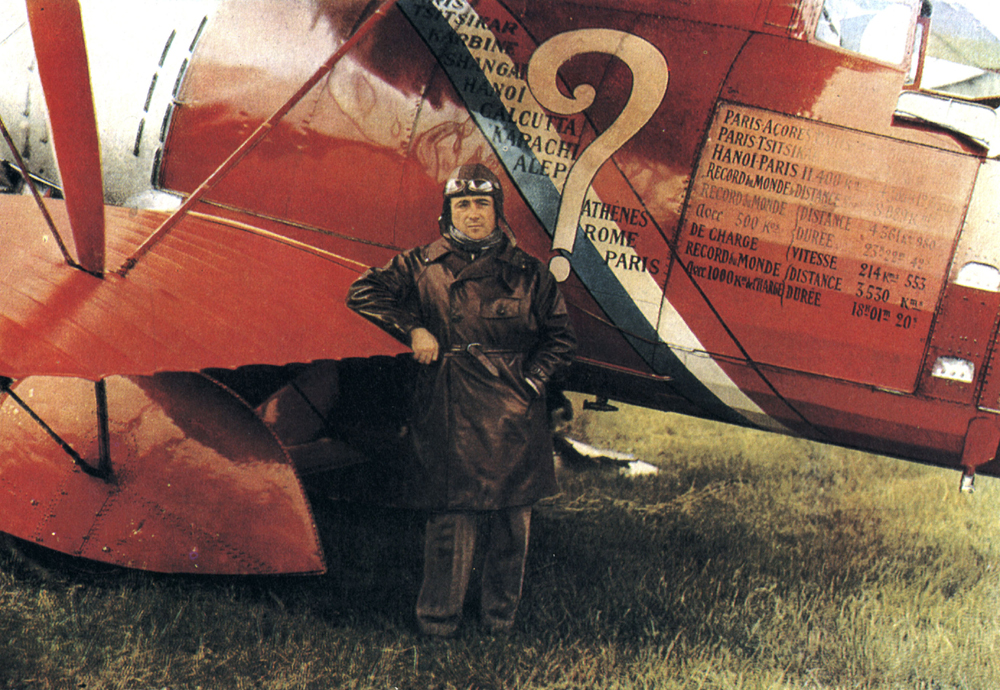
Dieudonné Costes devant son Breguet 19 Point d'Interrogation, en 1930.

Le 20 mai 1932, Amelia Earhart décolle de Harbour Grace, à Terre-Neuve, aux commandes de son monomoteur Lockheed Vega 5b, à destination de Paris. Après avoir rencontré des tempêtes au-dessus de l'Atlantique, elle se pose dans un champ, à Culmore près de Derry, en Irlande du Nord, après un vol de 14 h 56 min. Elle devient du même coup, la première femme à avoir traversé l'Atlantique en solitaire.
Les 18 et 19 août 1932, Jim Mollison, pilotant un de Havilland Puss Moth, effectue la première traversée est-ouest en solitaire, de Portmarnock en Irlande, à Pennfield (en) au Nouveau-Brunswick. L'exploit similaire sera réalisé par une autre femme, Beryl Markham, les 4 et 5 septembre 1936, dans un Percival Vega Gull, depuis Abingdon à l'Île du Cap-Breton en Nouvelle-Écosse.

### Vols commerciaux
En avril 1927 est fondée l'Aéropostale après le rachat des lignes aériennes de l'industriel Pierre-Georges Latécoère. Et sous l'impulsion du célèbre pilote Jean Mermoz, la compagnie effectue le premier survol commercial de l'Atlantique-Sud, de Saint-Louis à Natal, les 12 et 13 mai 1930, au terme d'un vol de 21 h 10 min. L'appareil est un hydravion monomoteur Latécoère 28-3 dénommé Comte-de-la-Vaulx aux commandes duquel Mermoz est secondé par le radiotélégraphiste Léopold Gimié et le navigateur Jean Dabry. Mais les liaisons régulières entre la France et l'Amérique du Sud n'interviendront que vers 1933 et 1934, toujours avec Mermoz, mais aussi Henri Guillaumet.
Les 4 et 6 juin 1927, le premier passager aérien transatlantique fut Charles Levine. Clarence Chamberlin l'a transporté en tant que passager de Mineola à Eisleben (en Allemagne) dans un Wright-Bellanca WB-2.
Les 17 et 18 juin 1928, Amelia Earhart était passagère dans un avion piloté par Wilmer Stultz. Comme l'essentiel du vol avait été effectué sur des instruments pour lesquels Earhart n'avait aucune formation, elle n'a pas piloté l'aéronef.
Le premier vol transatlantique commercial sans escale fut celui du Focke-Wulf Fw 200 Condor de la Lufthansa, qui relia Berlin à New York, soit 6 550 km, en août 1938 en 24 h 55 min à l'aller puis 19 h 47 min au retour, à une vitesse moyenne de 264  et   330 km/h respectivement.
A partir du 23 août 1938, Henri Guillaumet, pour le compte de la toute jeune compagnie Air France Air France Transatlantique, s'attaque à des vols d'exploration sur l'Atlantique-Nord, à bord des hydravions géants hexamoteur Latécoère 521 Lieutenant-de-Vaisseau-Pâris et Latécoère 522 Ville-de-Saint-Pierre. Au total, il effectuera 13 traversées, avant le déclenchement de la Seconde Guerre mondiale. Le 15 juillet 1939, pour sa 12e traversée, il effectue, sans escale, la liaison directe New York–Biscarrosse en 28 h de vol, soit 5 875 km à la moyenne de 206 km/h, dont 2 300 km avec un moteur stoppé, ce qui lui permet de décrocher le Ruban Bleu du record de la traversée pour hydravion.
Le 24 juin 1939, la Pan Am de Juan Trippe inaugure un service transatlantique de passagers entre New York et Marseille, en utilisant des hydravions Boeing 314. Le 8 juillet 1939, un service est également mis en service entre New York et Southampton. Un tarif simple était de 375$.
Les vols terrestres réguliers, entre l'Europe et les États-Unis, ont commencé en octobre 1945 et le principal concurrent de la Pan Am fut la TWA d'Howard Hughes, qui commença les vols transatlantiques en 1946 avec des quadrimoteurs Lockheed Constellation.
Du 21 janvier 1976 jusqu'en 2003, Air France et British Airways proposaient des vols commerciaux supersoniques grâce au Concorde.

## Routes transatlantiques les plus utilisées
Ce tableau montre les routes transatlantiques les plus utilisées d'Amérique du Nord en Europe :

## Record
Le vol transatlantique le plus rapide a été effectué par un Lockheed SR-71 Blackbird en 1 h 56 min en 1974.
Le record du vol transatlantique le plus rapide pour un avion commercial est détenu par un Concorde de British Airways, reliant New York à Londres en 2 h 52 min 59 s, le 7 février 1996, après avoir atteint une vitesse maximale de 2 172 km/h,.
Le temps le plus rapide pour un avion de ligne subsonique a été de 5 h 1 min avec un Vickers VC10, mais un Boeing 787 a effectué le vol en 5 h 13 min sur une plus longue distance New York–Londres en 2018.
Le 9 février 2020, porté par la tempête Ciara, le vol BA112 bat le record du monde du vol transatlantique subsonique New York–Londres le plus rapide, en reliant ces deux villes en 4 h 56 min, soit avec 1 h 20 min d'avance sur l'horaire prévu avec une vitesse de pointe de 1314,92 km/h (710 kt),.

## Traversées notables
- Vol transatlantique d'Alcock et Brown
- Traversée aérienne Rome-Chicago de 1933

## Postérité
De nombreux monuments commémorent les traversées des pionniers de l'aviation transatlantique.

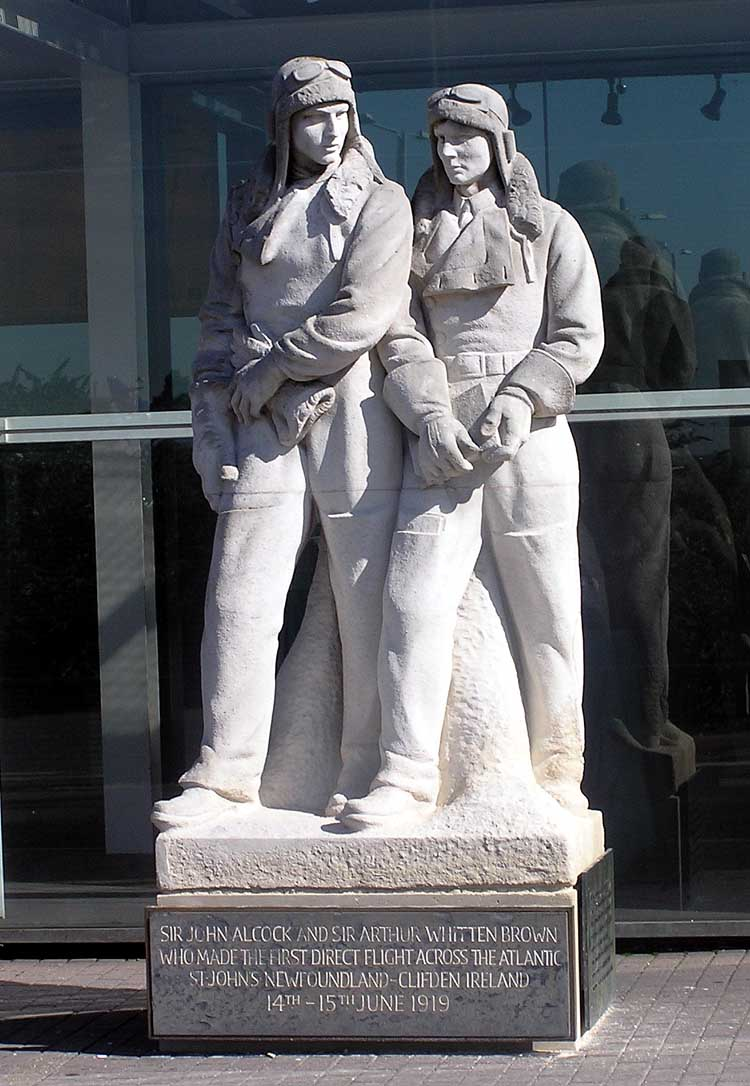
Statue d'Alcock et Brown à Londres-Heathrow.
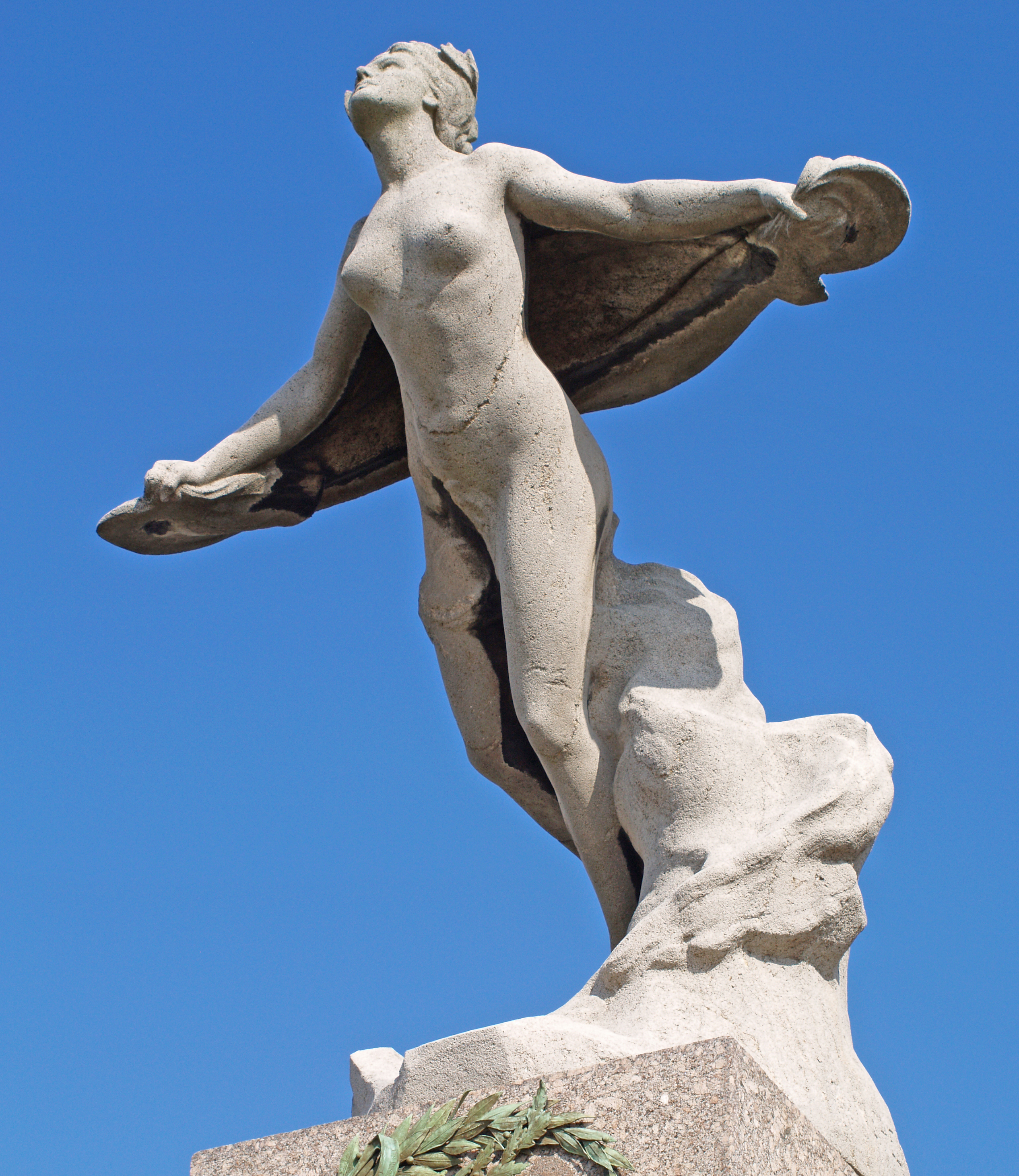
Statue au Bourget pour commémorer les vols de Nungesser et Coli et de Lindbergh.
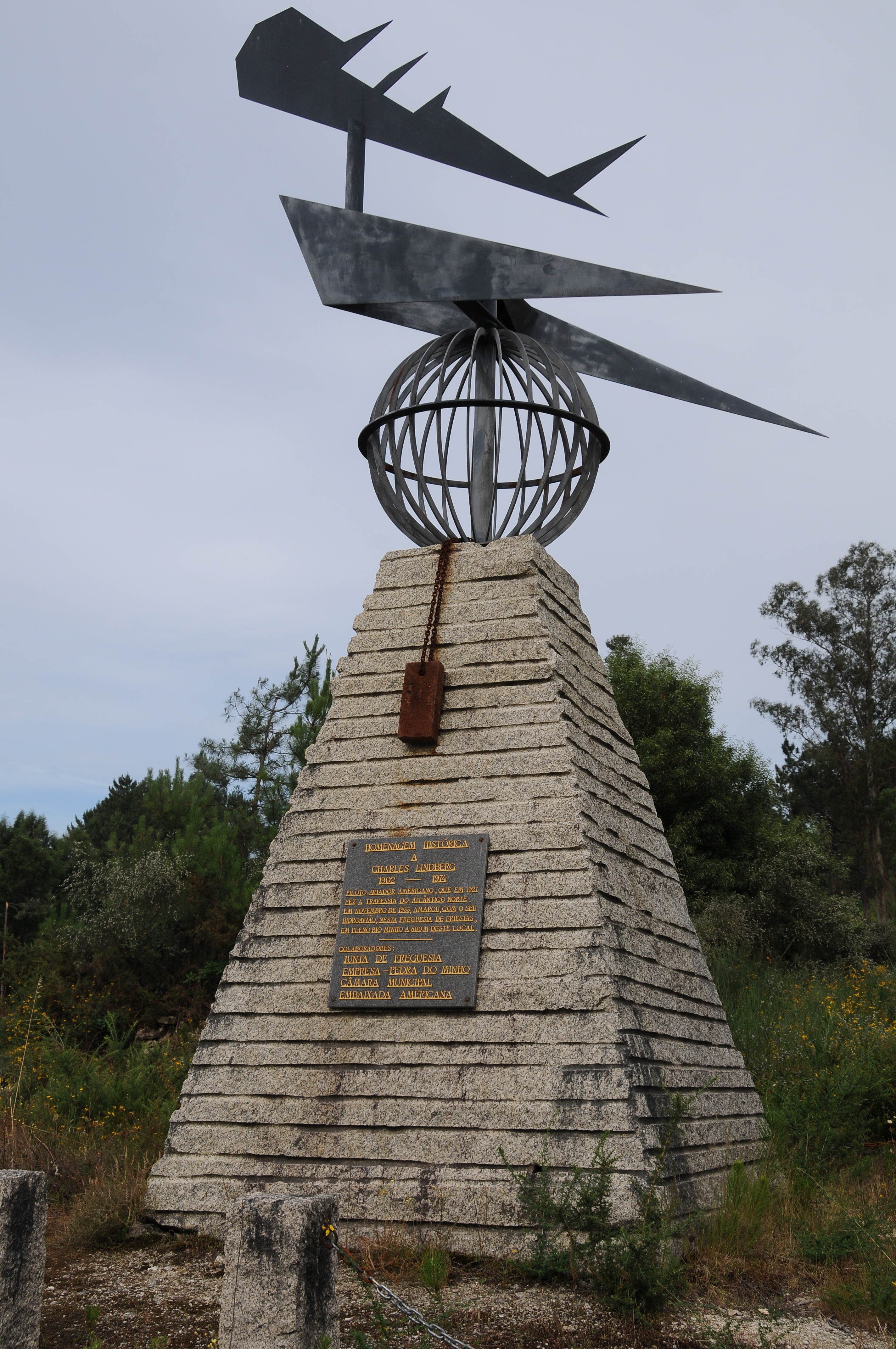
Monument pour Lindbergh à Valença.
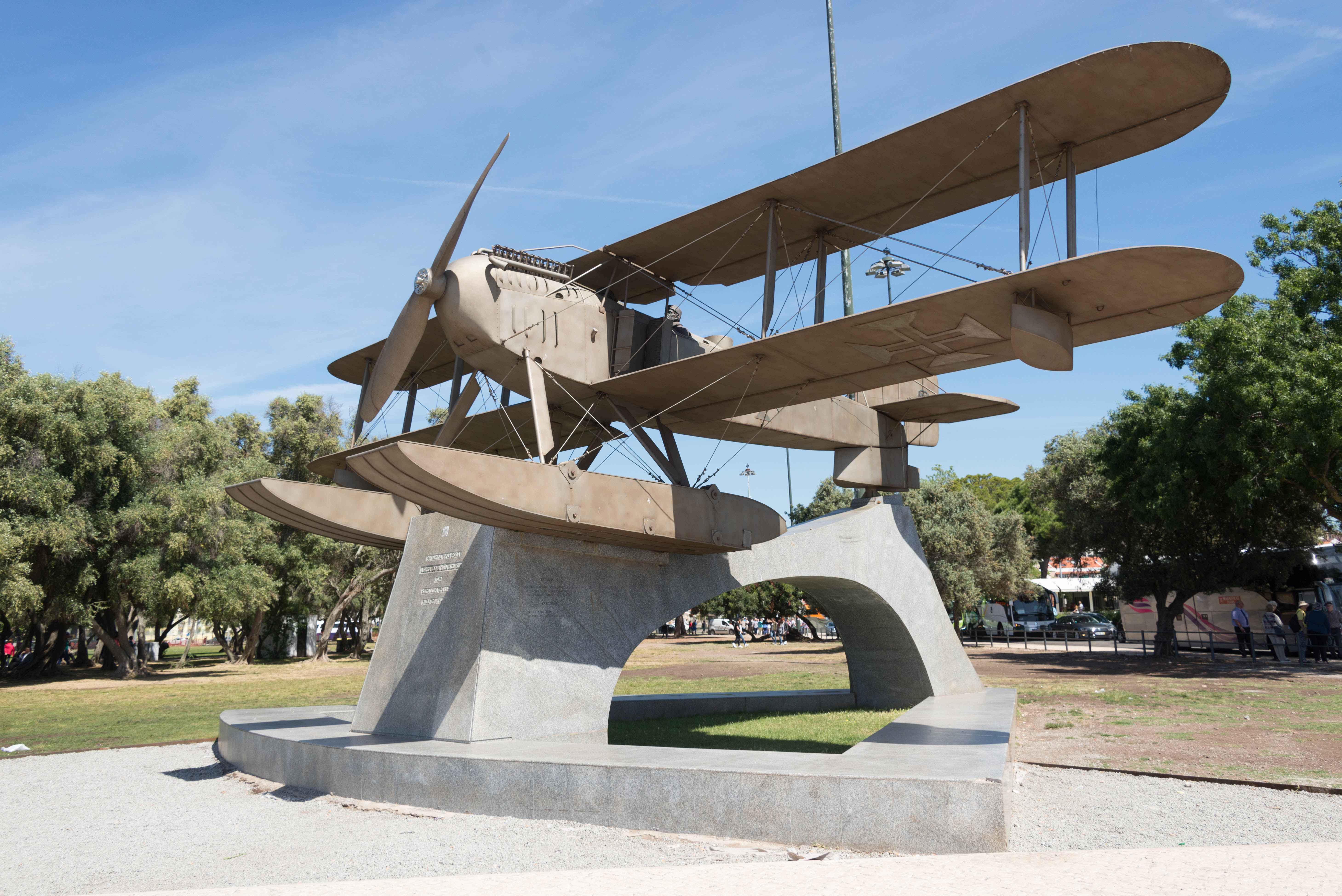
Monument pour Cabral et Coutinho à Lisbonne.
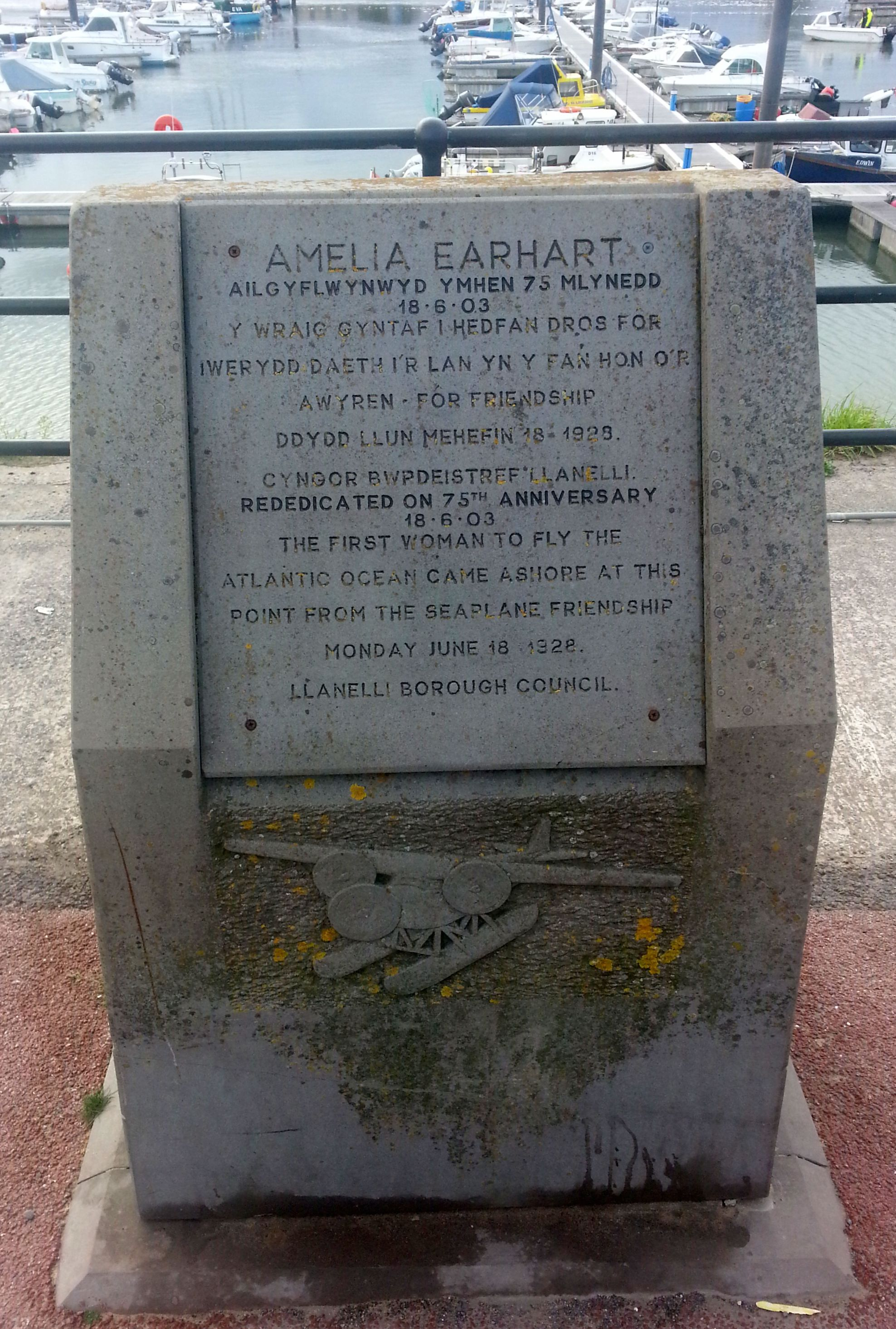
Plaque commémorative pour Earhart à Burry Port.
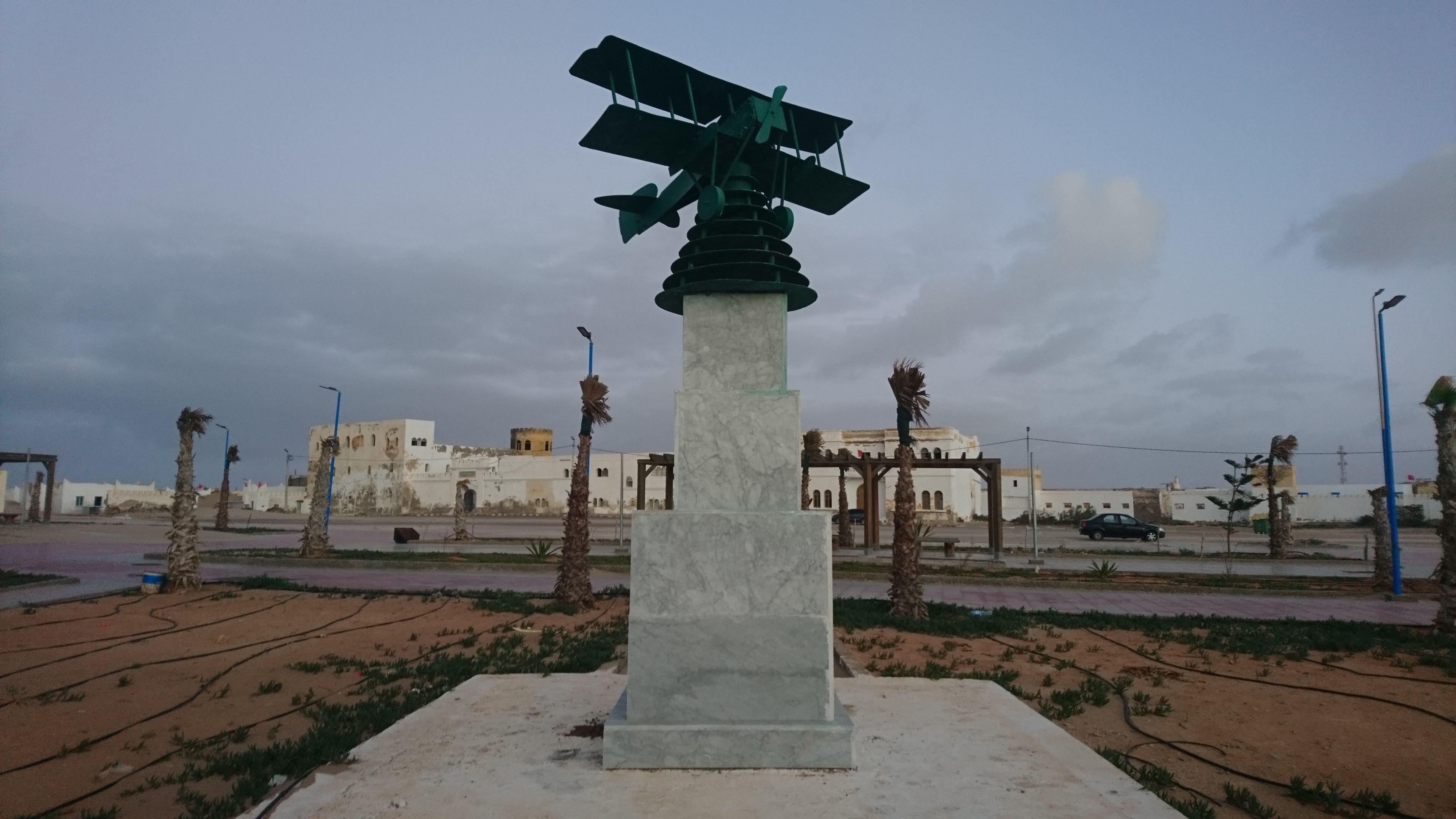
Monument à Tarfaya, escale de l'Aéropostale.